# Кумагаја
Кумагаја (јап. 熊谷市) град је у Јапану у префектури Саитама. Према попису становништва из 2005. у граду је живело 191.107 становника.

## Становништво
Према подацима са пописа, у граду је 2005. године живело 191.107 становника.
| 1995.   | 2000.   | 2005.   |
| ------- | ------- | ------- |
| 192.523 | 192.527 | 191.107 |